# Nakkehage (schip, 1955)
Nakkehage is een veerboot die sinds 1 juli 2006 in eigendom is van rederij Hundested-Rørvig Færgefart A/S, Hundested, in Denemarken.

## Geschiedenis
- Rudkøbing - Vemmenæs A/S, Rudkøbing, Denemarken (6 augustus 1955 - 24 maart 1963)
  - Vemmenæs (6 augustus 1955 - 2 april 1962)
    - Rudkøbing - Vemmenæs (1955 - 30 september 1960)
    - Rudkøbing - Siø (1 oktober 1960 - 10 november 1962)

- Lillebælts Overfarten A/S, Assens, Denemarken (24 maart 1963 - 4 januari 1973)
  - Sønderjylland (2 april 1962 - 4 januari 1973)
    - Assens - Aarøsund (november 1963 - 28 december 1972)

- Louis B. Grau, Denemarken (4 januari 1973 - 27 mei 1979)
- Hou-Samsø Ruten ApS, Samsø, Denemarken (27 mei 1979 - juni 1985) (Nu SamsøFærgen A/S, onderdeel van Færgen A/S
  - Lis Grau (4 januari 1973 - juni 1985) 
    - Hou - Sælvig (februari 1973 - 1985) Ook wel Samsø Linien (Samsølijn) genoemd.

- H-R Formueadministration A/S, Hundested, Denemarken (21 mei 1985 - 1 juli 2006)
- Hundested-Rørvig Færgefart A/S, Hundested, Denemarken (1 juli 2006 - )
  - Nakkehage (10 juni 1985 - )
    - Hundested - Rørvig (augustus 1985 - )

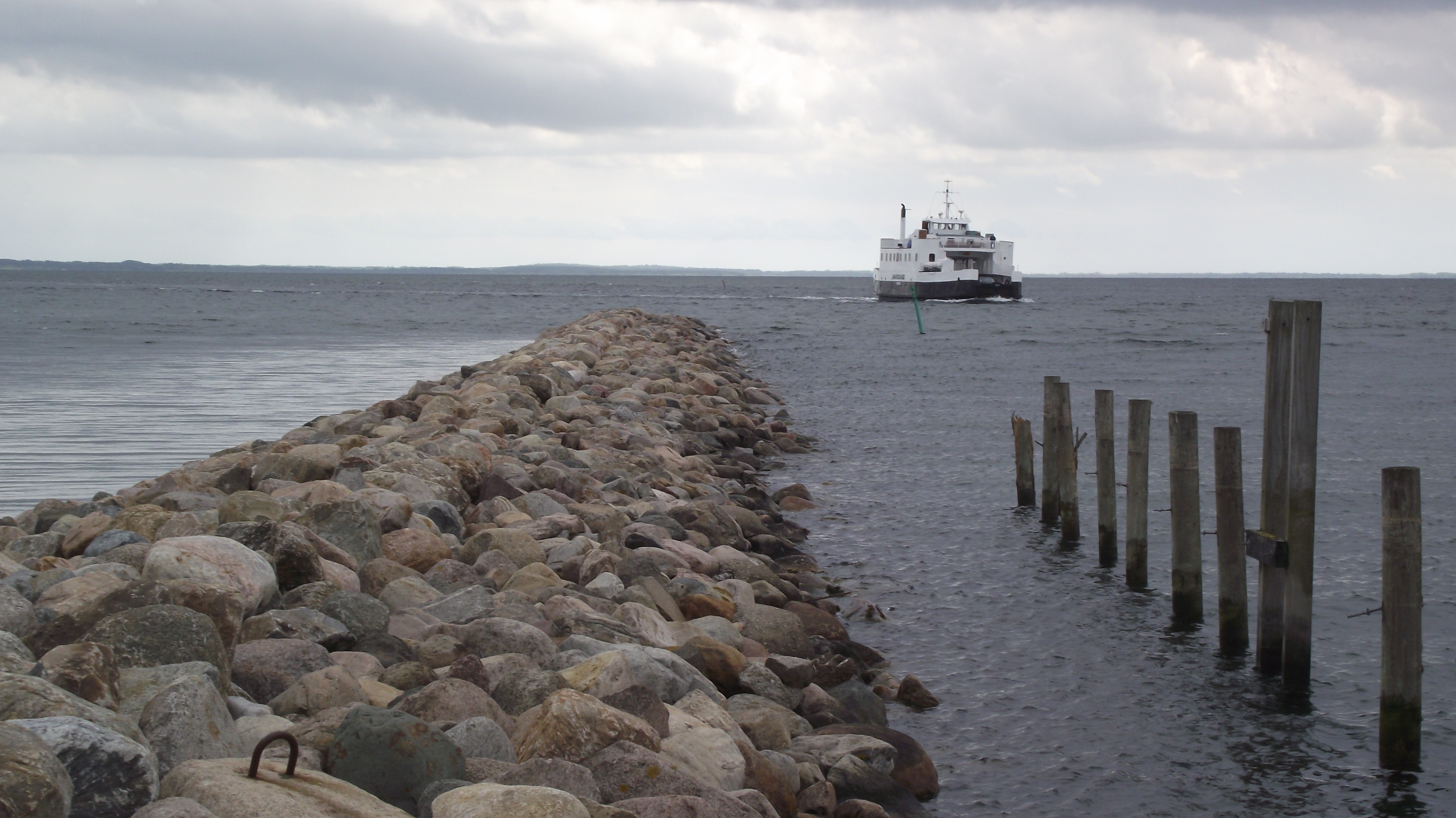
Nakkehage

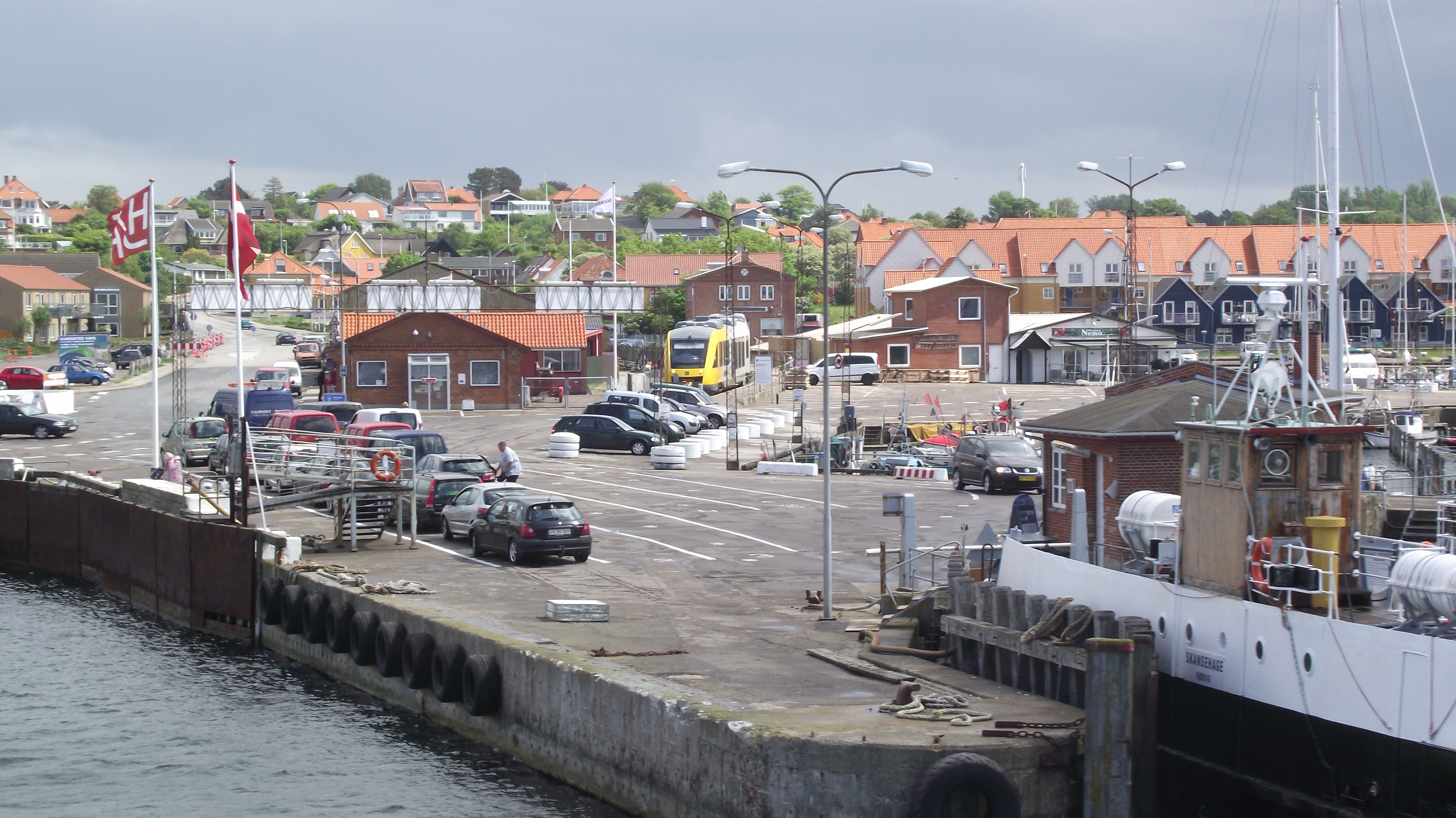
Haven van Hundested. Dit is de thuishaven van Nakkehage.

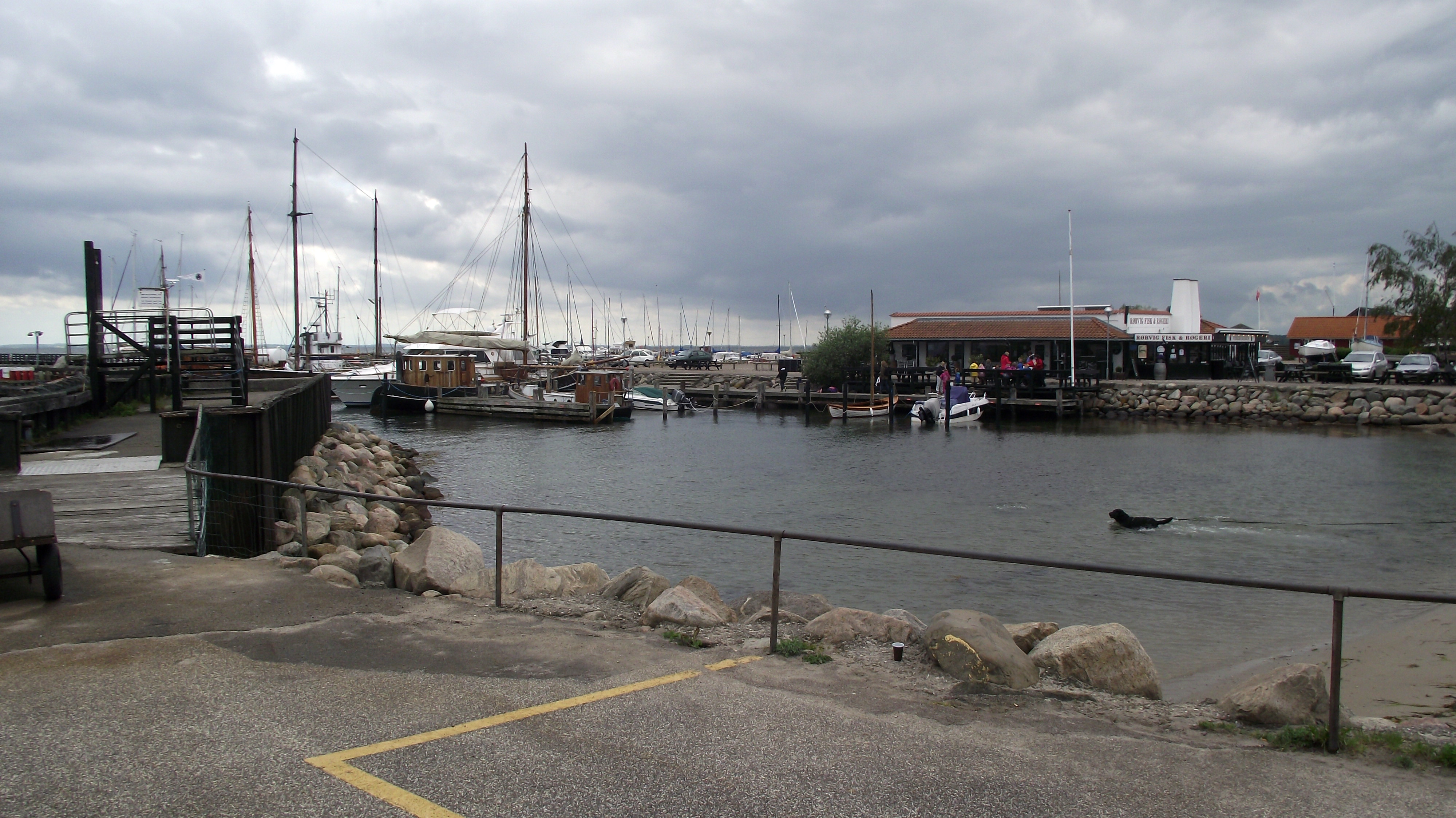
Haven van Rørvig.